# Imea Denooze
Imea Denooze (Brakel, 3 februari 2005) is een Belgische actrice, zangeres en presentatrice.

## Loopbaan

### Actrice
Imea Denooze zette haar eerste stappen als actrice in de film Bittersweet Sixteen van Jan Verheyen en Lien Willaert. Dankzij deze film werd ze opgemerkt door Studio 100 waar ze naast Gloria Monserez en Sean Dhondt speelde in de laatste Ketnet Musical, De Finale.
Ze nam ook de hoofdrol van Sari voor haar rekening in de reeks GameKeepers, naast Andres Doise. Voor deze rol werd ze ook twee keer genomineerd als Ketnet-ster bij Het Gala van de Gouden K's.
Ook in de VTM GO-reeks Blur speelt ze een hoofdpersonage.

### Zangeres
Sinds mei 2024 maakt ze deel uit van de KetnetBand.

### Presentatrice
Ze is content creator, host en presentatrice voor Ketnet.

## Filmografie

### Film
- Bittersweet Sixteen (2021), als Alexa
- Rewind (2022), als Zahra
- De Smurfen: de film (2025), als Smurfin (stem)

### Musical
- De Finale (Ketnet Musical, 2022), als Fenne Coppens

### Televisie
- GameKeepers (2023-2024), als Sari Montero
- Blur (2024), als Julie Amoussou